# 威遠行動
威遠行動 (Operation Valiant)，又称2010年香港無綫電視職員涉嫌貪污案，是指電視廣播有限公司包括總經理陳志雲在內的多名職員涉嫌貪污的案件。香港廉政公署在2010年3月11日展開的一次執法行動，拘捕四名被指涉案職員。消息指，該案件是由無綫電視因為有員工想跳槽而主動舉報。
電視廣播有限公司外事部副總監曾醒明在同日下午證實，涉案人士包括電視廣播有限公司總經理陳志雲、市場及營業部業務拓展主管陳永孫、電視節目《美女廚房》監製錢國偉、及在電視節目《志雲飯局》擔任助手的藝員寧進。曾醒明表示，已暫停4人的職務，強調事件絕不會影響公司的日常運作，並會盡力協助廉署調查。陳志雲等人事後被暫停職務，陳的職位改由集團總經理李寶安暫代。
為免產生利益沖突，廉署亦暫停與無綫電視之一切合作直至案件審結，《廉政行動2011》因而改由香港電台電視部負責拍攝。
2017年3月14日，終審法院裁定，陳志雲及叢培崑上訴得直，獲撤銷定罪。

## 調查內容
消息指，被捕的廣告製作公司思潮廣告董事叢培崑同時為陳志雲的私人助理，廉署正調查是否有人藉思潮廣告收受利益、安排無綫藝員承接表演工作。初步調查顯示，事件涉及無綫的大型製作節目，例如台慶、《澳門小姐競選2009》及《勁歌金曲》等。

### 3月11日
廉政公署於下午4時，將陳志雲從北角廉署總部押往將軍澳電視廣播城搜集證據；逗留約3小時後，晚上8時許，陳志雲被帶返北角廉署總部，期間引起大批傳媒採訪。而廉政公署在3月11日下午證實該署於一項行動中拘捕了5人，包括一間電視台的4名職員，懷疑他們涉及貪污指控。另一名被捕人士為一間廣告製作公司的董事。又指有關電視台的管理層在廉署調查期間提供全面合作，有關調查仍在繼續進行。

### 3月12日
晚上10時20分，接受廉署40小時通宵調查後，陳志雲乘私家車離開北角廉署總部大樓。當時戴上口罩及帽。現場記者包圍私家車，受阻十多分鐘後仍然無法移動。

### 3月14日
廉署開始擴大調查範圍，逐一會晤名單中的約100位無綫職員及藝員，從藝人提供所收價格比較，以收集案中疑犯是否有「壓價」及懷疑行騙等罪證。廉署重點調查2009年《澳門小姐競選2009》及移師澳門舉行的《翡翠歌星賀台慶2009》，並且邀請無線前藝員和配音員協助調查。

### 9月16日
廉政公署落案起訴陳志雲、叢培崑及陳永孫，懷疑他們貪污安排無綫藝員出席活動收受及索取利益。9月21日在東區裁判法院提堂，各人繼續獲准保釋，至陳氏其餘罪行全部成立止。 

## 審訊
2011年9月2日，陳志雲及叢培崑涉嫌「串謀使代理人接受利益」等三項罪名，在區域法院裁定罪名不成立。
2012年4月初，律政司向上訴庭呈交文件，申請上訴。若法庭裁定案件的裁決在法律上犯錯，律政司將向法庭申請將案件發還重審，或由法庭下令將陳志雲與叢培崑等被告即時定罪。案件安排於2012年11月6日，一連兩天審訊。

## 相關行動及回應
- 3月12日10時許，無綫電視公關突然通知在場記者說，為免重演之前的混亂場面（陳志雲被押返電視廣播城調查）、以及方便廉政公署人員進入調查，電視廣播城罕有地「封城」，暫停記者入內採訪的安排。記者只好站於門外。
- 3月13日，電視廣播城將大閘半掩、架起鐵馬，更派出保安員。當有車輛進出記者蜂擁而上，保安員即時衝前阻止，其間多次互相推撞。[16]
- 廉政公署專員湯顯明指，廉署一如既往不會就個別案件作出評論，他相信香港市民支持這個做法。他續指，過往均接獲有關電視界貪污舉報，但數字不多。
- 翡翠台原計劃在3月18日星期四於中午時段重播的劇集《廉政行動2007》，無綫電視決定臨時抽起，改播其他節目。無綫電視外事部副總監曾醒明解釋是危機處理之一，「現在發生這件事比較敏感，公司認為不是播放這套劇的適當時機」。[17]
- 陳志雲在3月18日舉行簡短記者會，未有回應傳媒提問。他表示為免引起混亂，故六天來沒有公開露面，又指傳媒的報道不一定是事實，他最後以「真的假不了，假的真不了」作總結。[18]

## 外部連結
- 陳志雲食水深　柴九被迫收半價 （页面存档备份，存于）
- 香港網絡大典：TVB高層貪污醜聞 （页面存档备份，存于）
- 陳志雲記者會[](香港有線電視新聞，2010年3月18日)